# Лукин, Александр Петрович
Александр Петрович Лукин (21 июня 1883, Ярославская губерния — 29 октября 1946, Гаага, Нидерланды) — офицер военно-морского флота Российской империи, капитан II ранга, морской писатель. Отец епископа Дионисия (Лукина).

## Биография
Окончил Морской кадетский корпус. Плавал на военных судах Черноморского и Балтийского флота. Участник мировой войны. Командир группы миноносцев на Черном море. Во время Гражданской войны командовал минным заградителем. Эвакуировался в Турцию.
Жил в эмиграции во Франции. С 1928 года сотрудничал в газете «Последние новости». Публиковался также в «Иллюстрированной России», «Морском журнале» (Прага) и рижской газете «Сегодня». Член Кают-компании в Париже, в 1932 вышел из неё в Морское собрание. С чтением своих произведений и докладами выступал в Военно-морском историческом кружке имени адмирала А. В. Колчака, Морском собрании, Объединении русских в Восточных пригородах Парижа в Жуанвиле, Республиканско-демократическом объединении и др. В 1936 в Париже организовал вечер поэзии, музыки, юмора, на котором выступил с чтением своих рассказов.
Последние годы жил в Голландии в Гааге, где его сын был настоятелем православного храма.

## Сочинения
- «Флаг адмирала» (Рига, 1930). (Один из авторов).
- «Флот: русские моряки во время Великой войны и революции» (1934. Том I, том II ).